# Enzo Favata
Enzo Favata (Alghero, 17 novembre 1956) è un sassofonista italiano.

## Biografia
Enzo Favata, sassofonista, compositore, live electronics performer, autore di colonne sonore per il cinema, teatro, radio-tv, ricercatore e didatta nel campo del Soundscapes (Architettura dei suoni negli spazi aperti), attualmente è uno dei musicisti italiani più attivi e conosciuti nel panorama musicale italiano ed internazionale, un artista poliedrico e autentico al quale piace esplorare a 360 gradi l’universo sonoro. Il suo originale percorso di ricerca lo porta a misurarsi con linguaggi musicali diversi, a coniugare arcaico e moderno e culture musicali tra loro lontane. 
Ha introdotto fin dagli inizi della sua carriera i suoni dei campionamenti e i live electronics, il paesaggio sonoro e gli strumenti tradizionali a fiato della Sardegna che usa insieme ai vari strumenti acustici tradizionali. Nato musicalmente come jazzista classico, nel corso degli anni ha meticciato il jazz con elementi etnici di varie parti del mondo.
La sua attività di musicista inizia nel 1983: dopo essersi formato nell’ambito del jazz tradizionale, abbandona il mainstream per dedicarsi allo studio della musica popolare della Sardegna di cui ora è un profondo conoscitore. Su questi modelli, unitamente ad altre influenze, come quella latinoamericana, sviluppa un linguaggio ed uno stile compositivo del tutto originali.  
Enzo Favata è universalmente considerato un grande artista eclettico di profonda cultura musicale, pluripremiato per le sue composizioni, produzioni e in tutte le discipline artistiche che incarna ed è riconosciuto come una delle figure più rappresentative e di spicco della musica contemporanea. Nella sua carriera ha tenuto oltre 2000 concerti suonando in tutto il mondo con suoi progetti in festival e contesti di particolare prestigio, protagonista sul palco e in studio di registrazione con Dino Saluzzi, Miroslav Vitous, Dave Liebman, Lester Bowie, Trilok Gurtu, Enrico Rava, Daniele di Bonaventura, The Art Ensemble of Chicago, Django Bates, Mulatu Astatke, Guinga, Marcello Peghin, Roy Paci, Miklós Lukács, Manhenga, Danilo Gallo, Anja Lechner, Michel Marre, Jan Bang, Alfonso Santimone, Pasquale Mirra, Eivind Aarset, Flavio Boltro, Tenores di Bitti, Mario Tozzi, Tamara Obravach (Grammy Musician), Paolo Vinaccia, Metropole Orkest della Radio Nazionale Olandese, Orchestra Nazionale di Tirana e molti altri.   
Il polistrumentista musicale Enzo Favata, denominato "The Maverick del Jazz Italiano", ha da sempre uno spirito di avventura inestinguibile, l’identità e le radici culturali della sua Sardegna si fondono con la tradizione jazzistica, lo spirito avanguardistico e anticonformista e la fusion jazz-rock più visionaria degli anni Settanta. 
Inizia l'attività come jazzista nel 1983 e nel 1988 forma un quartetto che esordisce al Festival Jazz di Sant'Anna Arresi. 
Nato musicalmente come jazzista classico, nel corso degli anni ha meticciato il jazz con elementi etnici di varie parti del mondo.
È noto anche come compositore di colonne sonore, per il cinema e il teatro, la radio e la televisione.
La sua opera più nota è Voyage en Sardaigne, pubblicata inizialmente per il Manifesto e che vede come interpreti trentadue musicisti tra i quali alti esponenti del folk dell'isola, seguita un anno dopo da Atlantico, un viaggio di ricerca sonora che parte dalla Sardegna e attraversa l'oceano alla ricerca dei punti di contatto con la musica argentina.
Favata è direttore del festival Musica sulle Bocche, che ogni estate si svolge presso Santa Teresa di Gallura con il coinvolgimento di ospiti internazionali, concerti su palchi e nelle spiagge e performance di danza e teatro itineranti.
Nel giugno del 1996 si è esibito con gli Jana Project durante la cerimonia di premiazione del Premio Nazionale Alghero Donna di Letteratura e Giornalismo.

## Discografia

### Album
- 1987 - Tangos de La Tardor (LMJ) come D.D Band
- 1991 - Frammenti con Zurru
- 1991 - Le quattro stagioni con Zurru
- 1992 - Jana (Il ponte sonoro)
- 1995 - Islà (CGD - Felmay) Enzo Favata, Federico Sanesi, Riccardo Tesi, Marcello Peghin
- 1997 - Ajò (Robi Droli) - Enzo Favata Jana Project con Dino Saluzzi
- 1998 - Voyage en Sardaigne (Robi Droli / Il Manifesto)
- 1999 - Atlantico - (Il Manifesto) Ascolta i brani di ATLANTICO https://open.spotify.com/intl-it/album/2rZPK0rSubzUzY2oFHpBnZ
- 2001 - Boghes and Voices  (Harmonia Mundi Germania)
- 2003 - Made in Sardinia (CCn'c Records / Il Manifesto) come Enzo Favata Quintetto e Tenores di Bitti
- 2004 - Crossing (IRD)
- 2005 - No man's land (Sixelectrix | Splasch Records)
- 2007 - The New Village (Il Manifesto) - Enzo Favata Tentet feat. Tenores di Bitti
- 2008 - Jeux D'Enfant (Comar 23) Enzo Favata, Maurizio Brunod, Daniele di Bonaventura,

- 2010 - The Night of the Storytellers (Isola dei Suoni Records) Enzo Favata, Marcello Peghin, Yuri Goloubev
- 2011 - Insulae (Isola dei Suoni Records) EnzoFavata, Mario Crispi
- 2012 - Decoder | Opera Multimediale Originale | Enzo Favata, Marcello Peghin, Danilo Gallo, U.T. Gandhi
- 2015 - Inner Roads (Jazzit Records) Enzo Favata, Enzo Zanisi, Danilo Gallo, U.T. Gandhi
- 2016 - Tsome Digua feat. Mulatu Astake (Carrabbuffas Music) Enzo Favata, Alfonso Santimone, U.T. Gandhi
- 2016 - Teheran Storytellers (Carrabbuffas Music) Enzo Favata, Soheil Shayesseeh, Adib Ghorbani
- 2017 - Secret Window (Hermes Records) Enzo Favata, Salvatore Maiore, Marcello Peghin
- 2017 - Tangerin | Enzo Favata, Filippo Vignato, Marcello Peghin, Salvatore Maiore, Alessandro Cau
- 2018 - Voyage en Sardaigne | Enzo Favata & Metropole Orkes
- 2018 - Mediterran Meeting | Enzo Favata, Miroslav Vitous, Daniele di Bonaventura, U.T. Gandhi
- 2019 - Songs Book N° 1 (Da Vinci Records) Enzo Favata, Salvatore Maiore, Marcello Peghin, Danilo Gallo, U.T. Gandhi
- 2019 - Stone Island | Enzo Favata, Colin Steele, Dave Milligan, U.T. Gandhi
- 2020 - Naima (Reloaded) | Enzo Favata, Sardonix, Marcello Peghin, Sergio Benoni
- 2020 - The Shelter Bridge | Enzo Favata, Danilo Gallo
- 2020 - Neptune Songs | Enzo Favata, Marcello Peghin
- 2020 - Turkish Bath (Carrabbuffas Music) Enzo Favata, Daniele di Bonaventura, U.T. Gandhi
- 2020 - El sueño de Louis (Carrabbuffas Music) Enzo Favata, Daniele di Bonaventura, U.T. Gandhi
- 2020 - Out of Coltrane | Enzo Favata, Massimo Carboni, Tony Cattano, Alfonso Santimone, Riccardo Pittau, Danilo Gallo, Brian Quinn, U.T. Gandhi
- 2020 - Glocal Report | Live in Hong Kong (Carrabbuffas Music) Enzo Favata, Alfonso Santimone, Danilo Gallo, U.T. Gandhi
- 2020 - Glocal Report | Live at Opera House Vietnam (Carrabbuffas Music) Enzo Favata, Alfonso Santimone, Danilo Gallo, U.T. Gandhi
- 2021 - The Crossing (Niafunken) Enzo Favata, Pasquale Mirra, Marco Frattini, Rosa Brunello
- 2022 - The Secret Life of Parks (Carrabbuffas Music) Enzo Favata, Marcello Peghin, Danilo Gallo, U.T. Gandhi
- 2022 - Atlantico (Carrabbuffas Music) Enzo Favata, Daniele di Bonaventura, Roberto Pellegrini, Salvatore Maltana, U.T. Gandhi, Marcello Peghin
- 2022 - The Crossing | Live in Polonia (Carrabbuffas Music) Enzo Favata, Pasquale Mirra, Marco Frattini, Simone Graziano
- 2023 - The Crossing 3.0 | Enzo Favata, Pasquale Mirra, Marco Frattini, Fabio Giachino
- 2023 - A Summer Day feat. Zhang Xianya | Live (Carrabbuffas Music) Enzo Favata, Pasquale Mirra, Marco Frattini, Simone Graziano
- 2023 - Persimmon | Live (Carrabbuffas Music) Enzo Favata, Pasquale Mirra, Marco Frattini, Fabio Giachino
- 2023 - Salt Way | Live (Carrabbuffas Music) Enzo Favata, Pasquale Mirra, Marco Frattini, Fabio Giachino
- 2024 - Marco Polo (Carrabbuffas Music)
- 2024 - Os Caminhos de Garibaldi (Caligola Records) Enzo Favata, Flavio Davanzo, Giancarlo Schiaffini, Filippo Vignato, Alfonso Santimone, Danilo Gallo, U.T. Gandhi

### Colonne sonore
- 2018 - Uno sguardo alla terra di Peter Marcias | Info su  https://www.imdb.com/title/tt10341996/

- 2014 /2024 - Mediterraneo, le origini del Mito (spettacolo in duo con Mario Tozzi)

- 2008 - Sonetaula di Salvatore Mereu (presentato al Festival del Cinema di Berlino)

- 2003/2004/2005 - Teatro Storia del Labirinto insieme a Mara Baronti e Michele Rabbia (regia di Valerio Binasco)

- 2003 - The Seer di A .Dessolis (USA)

- 1996 - Il cielo è sempre più Blu di Antonello Grimaldi (in concorso al Festival del Cinema di Berlino)

- 1994 - Con Amore Fabia di Maria Teresa Camoglio per la RDF (Film prodotto in Germania da Arte e dalla Schramm, tratto dal romanzo "Cosima" di Grazia Deledda)

- 1992 ad oggi ha composto la Colonna Sonora di vari documentari, installazioni, esposizioni di arte contemporanea e musei etnografici.